# Temnoaphelus hispidus
Temnoaphelus hispidus is een keversoort uit de familie zwartlijven (Tenebrionidae). De wetenschappelijke naam van de soort is voor het eerst geldig gepubliceerd in 1987 door J. Ferrer.